# سهام الشعشاع
سهام الشعشاع شاعرة سورية درست الأدب العربي في جامعة دمشق، وقد عملت في الإعلام السوري.

## الحياة الخاصة
تزوجت من زياد الشيا. أنجبت ابنها جول في كندا لتحصل له على الجنسية الكندية. حصلت على جواز السفر الإماراتي مكافأة لها على إنتاجها الأدبي والشعري. نسخة محفوظة 4 أغسطس 2017 على موقع واي باك مشين.

## تعاونات فنية
- زياد برجي

- صابر الرباعي
- عبادي الجوهر
- عبد الرب ادريس
- طلال سلامة
- أحلام
- منصور زايد - مطلوب حب
- إبراهيم الحكمي - شو بني.[4]
- هند - موعد عمر
- اصالة نصري - يسمحولي الكــل
- اليسا - وبيستحي
- نقولا سعادة نخلة
- كاظم الساهر - أغنية شارة مسلسل الواق واق الذي عرض في رمضان 2018